# 尤里二世·弗謝沃洛多維奇
尤里二世·弗謝沃洛多維奇（俄语：Ю́рий–II Все́володович；1188年11月26日—1238年3月4日），又名弗拉基米爾的喬治二世、喬治二世·弗謝沃洛多維奇（俄語中的「尤里」與英語中的「喬治」同義），通稱尤里二世，是第二位及第四位弗拉基米尔大公（1212年－1216年，1218年－1238年），在蒙古入侵俄羅斯期間統治伏拉迪米爾-蘇茲達爾大公國。關於他的出生年代，歷史學界仍有爭議，一說為1189年。他是傳說中奇鐵茲城的建造者。
尤里是大窩弗謝沃洛德第三個兒子，也是八個兒子中最喜愛的一個。
尤里第一次嶄露頭角是西元1208年，對梁贊大公國的戰役。他的父親大窩弗謝沃洛德希望尤里接管羅斯托夫，而尤里的兄長康斯坦丁·弗謝沃洛多維奇則會繼承他在弗拉基米爾的位置。然而，康斯坦丁卻聲明要不兩個城市都歸他管，要不就什麼都不要分給他。因此大窩弗謝沃洛德取消了康斯坦丁的繼承權，並把大公的位置給了尤里。

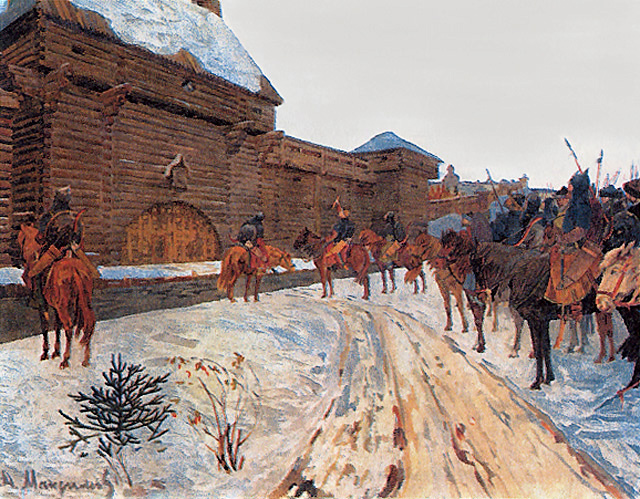
弗拉基米爾城牆外的蒙古人

大窩弗謝沃洛德死後，康斯坦丁便聯合姆斯季斯拉夫·姆斯季斯拉维奇在利皮齊戰役中擊敗了尤里以及他的其他兄弟們，並占領了弗拉基米爾。獲得弗拉基米爾後，康斯坦丁便將尤里派去統治羅斯托夫以及雅羅斯拉夫爾。兩年後，康斯坦丁去世，尤里於是回到弗拉基米爾重掌政權。
在統治弗拉基米爾的期間，尤里發動了數次對伏爾加保加利亞的戰爭，並於窩瓦河畔建立下諾夫哥羅德堡壘，以抵禦保加利亞人的攻擊。隨後，尤里指派他的弟弟雅羅斯拉夫二世·弗謝沃洛多維奇管理大諾夫哥羅德。當蒙古人於1223年首次入侵俄羅斯時，尤里派出了一小支部隊去對抗敵軍，但該部隊抵達得太晚，因而沒有參與迦勒迦河之戰。
當蒙古人於1237年再次入侵時，尤里以相當輕蔑的態度驅逐了蒙古使節。同樣的，當梁贊被拔都的軍隊包圍時，尤里也沒有伸出援手。然而，伏拉迪米爾-蘇茲達爾大公國的首府，也就是尤里的城市弗拉基米爾，便是蒙古軍隊的下一個目標。尤里的兒子在科洛姆納附近被蒙古人打得一敗塗地，而他自己也差點沒能逃到雅羅斯拉夫爾。他的妻子阿嘉莎（切爾尼戈夫的米哈伊爾的妹妹）和他的家人在弗拉基米爾的一所教堂內避難時死於火災。
尤里自己則死於1238年3月4日的錫季河戰役，蒙古鐵騎在那場戰役中徹底擊敗了伏拉迪米爾-蘇茲達爾大公國的軍隊。

## 延伸閱讀
- (Russian) Memorsky Alexander. (1889) The founder of Nizhny Novgorod, Grand Duke Georgy (Yury) II Vsevolodovich （页面存档备份，存于） (Основатель Нижнего Новгорода Великий князь Георгий (Юрий) II Всеволодович) at Runivers.ru in DjVu and PDF formats